# 女流王将戦
霧島酒造杯女流王将戦（きりしましゅぞうはい じょりゅうおうしょうせん）は、「株式会社 囲碁将棋チャンネル」が主催し、霧島酒造が協賛する将棋の女流タイトル戦。 勝者には女流王将のタイトル称号が与えられる。

## 概要
1974年の女流プロ名人位戦創設以降、公式戦はその一つのみだったが、1978年上旬に女流棋士の関根紀代子と創刊間もない将棋マガジンの田代編集長が、懇意にしていたニッソー社長に女流棋界の力になって欲しいと頼んだ事がきっかけで話が進み、将棋マガジン主催・中原誠将棋サロン後援という形で1978年5月に女流王将戦（番勝負は翌年4月開始）が創設された。
その後、第15期（1993年度）までは将棋マガジンと株式市場新聞が共催、第16期（1994年）から第30期（2008年度）までは日刊スポーツが主催。2004年に霧島酒造が協賛する形となってからは、正式名称を「ウエルネス都城霧島杯女流王将戦」とした。
2008年10月8日、日本将棋連盟は女流王将戦を第30期をもって休止する事を発表。翌2009年、日本将棋連盟とサテライトカルチャージャパンが主催し、霧島酒造が引き続き協賛する形で「霧島酒造杯女流王将戦」として再開し、出場メンバーの選抜など大幅な縮小があったものの、タイトル戦三番勝負が2009年10月−11月に実施され、女流王将戦の中断は回避された。
第31期は8名の選抜、第32期では日本女子プロ将棋協会（LPSA）からの参加者を5名に限定の形であったが、第33期（2011年）からは基本的には所属に係わらず、全ての現役女流棋士が参加しているとともに、マイナビ女子オープンに続いて、小学校・中学校・高校・大学・一般の代表が招待される形でアマチュアに門戸が開放された。
本棋戦の本戦トーナメントは将棋会館千駄ヶ谷ビルの銀河スタジオで行われ、囲碁・将棋チャンネルで春から秋にかけて毎週土曜日に録画放送される。女流王将を決める三番勝負は、毎年10月に第1局を霧島酒造の本社のある宮崎県都城市の霧島創業記念館「吉助」で対局し、第2局・第3局を将棋会館千駄ヶ谷ビルで行なわれ、生中継（囲碁・将棋チャンネルでは生放送、囲碁将棋チャンネルが運営するインターネット配信サービス『囲碁将棋プラス』では生配信）で放送されている。将棋のタイトル戦では唯一の「テレビ棋戦」である。
2023年開始の第45期より棋戦名における冠名の表記順に変更があり、それまでの「期数・冠名・棋戦名」の順（第44期 霧島酒造杯 女流王将戦）から「冠名・期数・棋戦名」の順（霧島酒造杯 第45期 女流王将戦）の名称で行われている。

## 方式
予選と本戦と三番勝負で構成される。本戦の優勝者が現・女流王将と三番勝負を戦い、先に2勝した方が次の女流王将となる。
予選
女流王将とシード者（前期三番勝負敗者、前期挑戦者決定戦進出者、タイトル保持者）を除くすべての現役女流棋士、および主催者推薦を受けた女流アマチュア5名が参加する。アマチュア枠は第32期より設けられ、新設当初から「小学生・中学生・高校生・大学生・一般より各1名」選出されることが慣例となっている。予選通過者は本戦に進出する。女流棋士でない女性奨励会員については当棋戦の予選参加枠が設けられておらず、女性奨励会員が参加可能な他の女流棋戦（女流王座戦とマイナビ女子オープン）でのタイトル獲得による本戦シード出場となる。
予選は、各組ごとに日程を分けて一日最大3局指し、その日のうちにその組の予選通過者を決める。
本戦
予選通過者とシード者の計16名でのトーナメントを行う。持ち時間は各25分（チェスクロック使用）、切れたら40秒将棋。
女流王将戦三番勝負
女流王将と本戦優勝者が三番勝負を戦い、勝者が新たな女流王将となる。持ち時間3時間（チェスクロック使用）、切れたら1分将棋。

### 方式の遍歴
| 期    | 女流王将戦番勝負 | 女流王将戦番勝負 | 女流王将戦番勝負 | 本戦                 | 本戦      | 本戦                                            | 出場者                                    | 本戦予選 持ち時間 |  |
| 期    | 番数             | 持ち 時間        | 開催 時期        | 形態                 | 出場 人数 | 本戦シード                                      | 出場者                                    | 本戦予選 持ち時間 |  |
| ----- | ---------------- | ---------------- | ---------------- | -------------------- | --------- | ----------------------------------------------- | ----------------------------------------- | ----------------- |  |
| 1     | 三番 勝負        | 3時間            | 翌年 4月         | 挑戦者決定紅白リーグ | 12名      | -                                               | シードを除く全女流棋士                    | 2時間             |  |
| 2-6   | 三番 勝負        | 3時間            | 翌年 4月         | 挑戦者決定リーグ     | 6名       | 前期番勝負敗者 前年度挑戦者決定リーグ上位5名    | シードを除く全女流棋士                    | 2時間             |  |
| 7-14  | 三番 勝負        | 3時間            | 翌年 4月         | 挑戦者決定リーグ     | 7名       | 前期番勝負敗者 前年度挑戦者決定リーグ上位5名    | シードを除く全女流棋士                    | 2時間             |  |
| 15-16 | 三番 勝負        | 3時間            | 主に 4-7月       | 挑戦者決定リーグ     | 8名       | 前期番勝負敗者 前年度挑戦者決定リーグ上位5名    | シードを除く全女流棋士                    | 2時間             |  |
| 17-24 | 五番 勝負        | 3時間            | 主に 4-7月       | 挑戦者決定リーグ     | 8名       | 前期番勝負敗者 前年度挑戦者決定リーグ上位5名    | シードを除く全女流棋士                    | 2時間             |  |
| 25-30 | 五番 勝負        | 3時間            | 主に 4-7月       | トーナメント         | 12名      | タイトル保持者 前期番勝負敗者 前年度本戦ベスト4 | シードを除く全女流棋士                    | 2時間             |  |
|       |                  |                  |                  |                      |           |                                                 |                                           |                   |  |
| 31    | 三番 勝負        | 25分             | 10月             | トーナメント         | 8名       | -                                               | 選抜8名                                   | 25分              |  |
| 32-39 | 三番 勝負        | 25分             | 10月             | トーナメント         | 16名      | タイトル保持者 前期番勝負敗者 前年度本戦ベスト4 | シードを除く全女流棋士 アマチュア選抜 5名 | 25分              |  |
| 40-   | 三番 勝負        | 3時間            | 10月             | トーナメント         | 16名      | タイトル保持者 前期番勝負敗者 前年度本戦ベスト4 | シードを除く全女流棋士 アマチュア選抜 5名 | 25分              |  |

## クイーン王将
女流王将を通算5期獲得した女流棋士には「クイーン王将」の称号が与えられる。
- 林葉直子（1990年11月17日制定〈女流王将9連覇中〉、日本将棋連盟退会により1995年以降資格喪失）＊後述
- 清水市代（2000年06月 資格獲得）
- 福間香奈（2016年10月 資格獲得）
- 西山朋佳（2024年10月 資格獲得）

林葉直子は1990年11月に初代「クイーン王将」となったが、その後、日本将棋連盟を退会して将棋界を去ったため、称号や段位を名乗る資格を失っている。クイーン名人の中井広恵のように、日本将棋連盟を退会後も別の団体に所属したりフリー棋士として活動したりで将棋界に居続ければ、名誉称号や段位を名乗る資格は失わない。

## 歴代三番勝負・五番勝負
| 太字 | ：女流王将獲得者（番勝負勝者） | 0 | 太字Q | ：クイーン称号獲得者（番勝負勝者） |

| ◎ | ：女流王将挑戦者 | 0 | ▼：リーグ陥落 | 0 | ▽：降級者以外のリーグ離脱者（引退・死去） |

| 期 | 年度 | 三番勝負       | 三番勝負        | 三番勝負 | 三番勝負          | 挑戦者決定リーグ | 挑戦者決定リーグ | 挑戦者決定リーグ | 挑戦者決定リーグ | 挑戦者決定リーグ | 挑戦者決定リーグ | 挑戦者決定リーグ | 挑戦者決定リーグ | 挑戦者決定リーグ | 挑戦者決定リーグ | 挑戦者決定リーグ | 挑戦者決定リーグ |
| 期 | 年度 | 決着局 対局日  | 挑戦者          | 勝敗     | 挑戦者            | 紅組             | 紅組             | 紅組             | 紅組             | 紅組             | 紅組             | 白組             | 白組             | 白組             | 白組             | 白組             | 白組             |
| -- | ---- | -------------- | --------------- | -------- | ----------------- | ---------------- | ---------------- | ---------------- | ---------------- | ---------------- | ---------------- | ---------------- | ---------------- | ---------------- | ---------------- | ---------------- | ---------------- |
| 1  | 1978 | 1979年05月25日 | (白組) 蛸島彰子 | ○●○      | (紅組) 山下カズ子 | 山下             | 関根             | 多田             | 村山▼            | 兼田▼            | 谷川▼            | 蛸島             | 寺下▼            | 森安             | 佐藤▼            | 杉崎▼            | 宇治▼            |

| 期 | 年度 | 三番勝負       | 三番勝負                        | 三番勝負 | 三番勝負   | 挑戦者決定リーグ           | 挑戦者決定リーグ           | 挑戦者決定リーグ           | 挑戦者決定リーグ           | 挑戦者決定リーグ           | 挑戦者決定リーグ           | 予選                       | 予選                   |
| 期 | 年度 | 決着局 対局日  | 女流王将                        | 勝敗     | 挑戦者     | 1                          | 2                          | 3                          | 4                          | 5                          | 6                          | 予選                       | 予選                   |
| -- | ---- | -------------- | ------------------------------- | -------- | ---------- | -------------------------- | -------------------------- | -------------------------- | -------------------------- | -------------------------- | -------------------------- | -------------------------- | ---------------------- |
| 2  | 1979 | 1980年04月23日 | 蛸島彰子                        | ○●○      | 森安多恵子 | 山下                       | 関根                       | 森安◎                      | 多田                       | 兼田▼                      | 谷川▼                      | トーナメント方式           | トーナメント方式       |
| 3  | 1980 | 1981年04月16日 | 蛸島彰子                        | ○○－     | 谷川治恵   | 森安▼                      | 山下▼                      | 関根                       | 多田                       | 長沢                       | 谷川◎                      | トーナメント方式           | トーナメント方式       |
| 4  | 1981 | 1982年04月27日 | 蛸島彰子                        | ●●－     | 林葉直子   | 谷川                       | 関根                       | 長沢                       | 多田▼                      | 中井▼                      | 林葉◎                      | トーナメント方式           | トーナメント方式       |
| 5  | 1982 | 1983年05月30日 | 林葉直子                        | ●○○      | 中井広恵   | 蛸島                       | 谷川                       | 関根▼                      | 長沢                       | 山下▼                      | 中井◎                      | トーナメント方式           | トーナメント方式       |
| 6  | 1983 | 1984年05月28日 | 林葉直子                        | ○○－     | 長沢千和子 | 中井                       | 蛸島                       | 谷川                       | 長沢◎                      | 山田久                     | 山下                       | トーナメント方式           | トーナメント方式       |
| 期 | 年度 | 決着局 対局日  | 女流王将                        | 勝敗     | 挑戦者     | 挑戦者決定リーグ A級 (7名) | 挑戦者決定リーグ A級 (7名) | 挑戦者決定リーグ A級 (7名) | 挑戦者決定リーグ A級 (7名) | 挑戦者決定リーグ A級 (7名) | 挑戦者決定リーグ A級 (7名) | 挑戦者決定リーグ A級 (7名) | B級 C級                |
| 期 | 年度 | 決着局 対局日  | 女流王将                        | 勝敗     | 挑戦者     | 1                          | 2                          | 3                          | 4                          | 5                          | 6                          | 7                          | B級 C級                |
| 7  | 1984 | 1985年05月27日 | 林葉直子                        | ○●○      | 中井広恵   | 長沢▼                      | 中井◎                      | 蛸島                       | 谷川                       | 山田久                     | 山下                       | 藤森▼                      | リーグ戦形式           |
| 8  | 1985 | 1986年05月07日 | 林葉直子                        | ●○○      | 中井広恵   | 中井◎                      | 谷川                       | 山下▼                      | 山田久                     | 蛸島                       | 関根                       | 福崎▼                      | リーグ戦形式           |
| 9  | 1986 | 1987年04月01日 | 林葉直子                        | ○○－     | 関根紀代子 | 中井                       | 蛸島                       | 山田久▼                    | 関根◎                      | 谷川                       | 清水                       | 長沢▼                      | リーグ戦形式           |
| 10 | 1987 | 1988年04月27日 | 林葉直子                        | ●○○      | 中井広恵   | 関根                       | 中井◎                      | 谷川                       | 清水                       | 蛸島                       | 福崎▼                      | 高群▼                      | リーグ戦形式           |
| 11 | 1988 | 1989年04月25日 | 林葉直子                        | ●○○      | 中井広恵   | 中井◎                      | 清水                       | 蛸島                       | 関根▼                      | 谷川▼                      | 斎田                       | 長沢                       | リーグ戦形式           |
| 12 | 1989 | 1990年04月09日 | 林葉直子Q (1990年11月 クイーン) | ○○－     | 山田久美   | 中井                       | 清水                       | 蛸島▼                      | 斎田                       | 長沢                       | 山下▼                      | 山田久◎                    | リーグ戦形式           |
| 13 | 1990 | 1991年04月03日 | 林葉直子                        | ○○－     | 斎田晴子   | 山田久▼                    | 清水                       | 長沢                       | 中井                       | 斎田◎                      | 植村▼                      | 高群                       | リーグ戦形式           |
| 14 | 1991 | 1992年03月24日 | 林葉直子                        | ●○●      | 清水市代   | 斎田                       | 清水◎                      | 中井                       | 長沢                       | 高群                       | 蛸島▼                      | 船戸▼                      | リーグ戦形式           |
| 期 | 年度 | 決着局 対局日  | 女流王将                        | 勝敗     | 挑戦者     | 挑戦者決定リーグ (8名)     | 挑戦者決定リーグ (8名)     | 挑戦者決定リーグ (8名)     | 挑戦者決定リーグ (8名)     | 挑戦者決定リーグ (8名)     | 挑戦者決定リーグ (8名)     | 挑戦者決定リーグ (8名)     | 挑戦者決定リーグ (8名) |
| 期 | 年度 | 決着局 対局日  | 女流王将                        | 勝敗     | 挑戦者     | 1                          | 2                          | 3                          | 4                          | 5                          | 6                          | 7                          | 8                      |
| 15 | 1993 | 1993年04月19日 | 清水市代                        | ○○－     | 林葉直子   | 林葉◎                      | 中井                       | 長沢▼                      | 斎田                       | 高群                       | 植村▼                      | 横山                       | 谷川▼                  |
| 16 | 1994 | 1994年05月31日 | 清水市代                        | ●●－     | 斎田晴子   | 林葉                       | 中井                       | 斎田◎                      | 横山▼                      | 高群                       | 蛸島                       | 山田久▼                    | 関根▼                  |
| 期 | 年度 | 五番勝負       | 五番勝負                        | 五番勝負 | 五番勝負   | 挑戦者決定リーグ (8名)     | 挑戦者決定リーグ (8名)     | 挑戦者決定リーグ (8名)     | 挑戦者決定リーグ (8名)     | 挑戦者決定リーグ (8名)     | 挑戦者決定リーグ (8名)     | 挑戦者決定リーグ (8名)     | 挑戦者決定リーグ (8名) |
| 期 | 年度 | 決着局 対局日  | 女流王将                        | 勝敗     | 挑戦者     | 1                          | 2                          | 3                          | 4                          | 5                          | 6                          | 6                          | 6                      |
| 17 | 1995 | 1995年06月30日 | 斎田晴子                        | ○●●○●    | 中井広恵   | 清水                       | 中井◎                      | 高群                       | 林葉▽                      | 蛸島▼                      | 長沢                       | 山田久▼                    | 植村▼                  |
| 18 | 1996 | 1996年07月01日 | 中井広恵                        | ●○○●●    | 清水市代   | 斎田                       | 清水◎                      | －                         | 高群                       | 長沢                       | 矢内                       | 林▼                        | 久津▼                  |
| 19 | 1997 | 1997年06月26日 | 清水市代                        | ○●○●●    | 斎田晴子   | 中井                       | 斎田◎                      | 高群▼                      | 矢内                       | 長沢▼                      | 山田久▼                    | 高橋                       | 碓井                   |
| 20 | 1998 | 1998年06月08日 | 斎田晴子                        | ●●●－－  | 清水市代   | 清水◎                      | 中井                       | 碓井                       | 矢内▼                      | 長沢▼                      | 高群                       | 石橋                       | 林▼                    |
| 21 | 1999 | 1999年06月29日 | 清水市代                        | ○○●●●    | 石橋幸緒   | 斎田                       | 碓井                       | 石橋◎                      | 中井                       | 高群▼                      | 蛸島▼                      | 谷川▼                      | 早水                   |
| 22 | 2000 | 2000年06月19日 | 石橋幸緒                        | ●○●●－   | 清水市代Q  | 清水◎                      | 斎田                       | 碓井                       | 中井                       | 早水                       | 蛸島▼                      | 長沢▼                      | 上川▼                  |
| 23 | 2001 | 2001年06月18日 | 清水市代                        | ●○○○－   | 矢内理絵子 | 石橋                       | 斎田                       | 碓井                       | 中井                       | 早水▼                      | 山田久▼                    | 高群▼                      | 矢内◎                  |
| 24 | 2002 | 2002年07月01日 | 清水市代                        | ●●●－－  | 中井広恵   | 矢内                       | 中井◎                      | 石橋                       | 斎田                       | 碓井                       | 高群▼                      | 林▼                        | 島井▼                  |

| 25 | 2003 | 2003年05月28日 | 中井広恵  | ○○○－－  | 石橋幸緒   | 碓井                      | 斎田                      | 清水                      |
| 26 | 2004 | 2004年06月10日 | 中井広恵  | ○○●○－   | 石橋幸緒   | 千葉                      | 矢内                      | 清水                      |
| 27 | 2005 | 2005年06月06日 | 中井広恵  | ●●●－－  | 千葉涼子   | 清水                      | 矢内                      | 竹部                      |
| 28 | 2006 | 2006年06月06日 | 千葉涼子  | ○●●○○    | 中井広恵   | 石橋                      | 鈴木                      | 矢内                      |
| 29 | 2007 | 2007年06月20日 | 千葉涼子  | ○●●●－   | 清水市代   | 里見香                    | 矢内                      | 中井                      |
| 30 | 2008 | 2008年06月20日 | 清水市代  | ○○●○－   | 矢内理絵子 | 鈴木                      | 岩根                      | 千葉                      |
| 期 | 年度 | 三番勝負       | 三番勝負  | 三番勝負 | 三番勝負   | 本戦トーナメント          | 本戦トーナメント          | 本戦トーナメント          |
| 期 | 年度 | 決着局 対局日  | 女流王将  | 勝敗     | 挑戦者     | 決勝敗者                  | ベスト4                   | ベスト4                   |
| 31 | 2009 | 2009年11月02日 | 清水市代  | ○○－     | 上田初美   | （選抜8名のトーナメント） | （選抜8名のトーナメント） | （選抜8名のトーナメント） |
| 31 | 2009 | 2009年11月02日 | 清水市代  | ○○－     | 上田初美   | 岩根                      | 石橋                      | 矢内                      |
| 32 | 2010 | 2010年11月28日 | 清水市代  | ○●●      | 里見香奈   | 上田                      | 甲斐                      | 中村真                    |
| 33 | 2011 | 2011年10月18日 | 里見香奈  | ○○－     | 石橋幸緒   | 中村真                    | 斎田                      | 清水                      |
| 34 | 2012 | 2012年10月12日 | 里見香奈  | ●○○      | 中村真梨花 | 中井                      | 甲斐                      | 上田                      |
| 35 | 2013 | 2013年10月23日 | 里見香奈  | ●○●      | 香川愛生   | 上田                      | 甲斐                      | 伊奈川                    |
| 36 | 2014 | 2014年10月22日 | 香川愛生  | ●○○      | 清水市代   | 上田                      | 矢内                      | 甲斐                      |
| 37 | 2015 | 2015年10月13日 | 香川愛生  | ●●－     | 里見香奈   | 北村                      | 加藤桃                    | 熊倉                      |
| 38 | 2016 | 2016年10月11日 | 里見香奈Q | ○○－     | 香川愛生   | 上田                      | 岩根                      | 伊藤沙                    |
| 39 | 2017 | 2017年10月19日 | 里見香奈  | ○○－     | 伊藤沙恵   | 加藤桃                    | 上田                      | 香川                      |
| 40 | 2018 | 2018年10月19日 | 里見香奈  | ○○－     | 加藤桃子   | 伊藤沙                    | 香川                      | 和田あ                    |
| 41 | 2019 | 2019年11月01日 | 里見香奈  | ●○●      | 西山朋佳   | 伊藤沙                    | 加藤桃                    | 山口恵                    |
| 42 | 2020 | 2020年10月30日 | 西山朋佳  | ○●○      | 室谷由紀   | 里見香                    | 伊藤沙                    | 頼本                      |
| 43 | 2021 | 2021年11月04日 | 西山朋佳  | ●○●      | 里見香奈   | 加藤桃                    | 伊藤沙                    | 香川                      |
| 44 | 2022 | 2022年10月28日 | 里見香奈  | ●○●      | 西山朋佳   | 渡部愛                    | 香川                      | 鈴木                      |
| 45 | 2023 | 2023年10月17日 | 西山朋佳  | ○○－     | 香川愛生   | 渡部愛                    | 加藤桃                    | 小高                      |
| 46 | 2024 | 2024年10月29日 | 西山朋佳Q | ●□□      | 福間香奈   | 伊藤沙                    | 渡部愛                    | 香川                      |

## エピソード
- 第1期は1978年5月27日に中原誠将棋サロンにて山下カズ子-谷川治恵戦で開幕。第1期の番勝負は1局目は中原誠将棋サロン、2局目がホテルオークラで行われた。優勝賞金は20万円、準優勝は10万円[1]。
- 第4期はリーグ参加者6人のうち3勝2敗の5人による挑戦者決定プレーオフとなった。パラマス式トーナメントのプレーオフでは林葉直子が他の4人に連続勝利する形でタイトル挑戦者となり、蛸島彰子女流王将から番勝負2勝0敗でタイトルを奪取。史上最年少14歳で女流王将を獲得した。
- 第18期女流王将戦（1996年度）五番勝負では、女流棋戦としては史上初の海外対局として、第1局が5月にアメリカのアトランタ[注釈 19]で行われた[12][13][14]。
- 第43期（2021年度）三番勝負は、同時期に行われていた新棋戦の第1期白玲戦七番勝負で西山朋佳女流三冠がタイトルを獲得し女流四冠（女流王将・白玲・女王・女流王座）となり、挑戦者・里見香奈女流四冠（清麗・女流名人・女流王位・倉敷藤花）と史上初の女流四冠同士によるタイトル戦となった。
- 第46期（2024年度）三番勝負第2局は、挑戦者・福間香奈女流五冠の体調不良により、女流タイトル戦（番勝負）として史上初の不戦敗となった[15]。第3局も福間の不戦敗となったことで、西山朋佳女流王将が2つの不戦勝による2勝1敗でタイトル防衛と女流王将通算5期のクイーン王将獲得となった。なお2025年5月31日には西山クイーン王将獲得を記念して藤井聡太王将とのお好み対局が囲碁将棋プラスで配信。結果は藤井の勝利。